# Nyokon (peuple)
Pour les articles homonymes, voir Nyokon.
Les Nyokon sont une population du Cameroun vivant dans la Région du Centre et le département du Mbam-et-Inoubou, principalement dans la commune de Makénéné, dans des villages tels que Kinding-Nde, Kinding-Ndjabi, Nyokon I ou Nyokon II . 

## Langue
Leur langue est le nyokon, dont on a dénombré 3 900 locuteurs en 1956.